# The New Zealand Illustrated Magazine
Der The New Zealand Illustrated Magazine war ein von 1899 bis 1905 monatlich erscheinendes neuseeländisches Magazin.

## Geschichte
Das Magazin wurde am 1. Oktober 1899 in Auckland erstmals herausgegeben. In dem Magazin waren über die Jahre Beiträge von den seinerzeit führenden neuseeländischen Schriftstellern, worunter Apirana Ngata, Jane Mander, James Cowan und Elsdon Best gezählt werden konnten, zu finden. Auch Gedichte und Kurzgeschichten wurden veröffentlicht, wobei bei letzterem die Schriftstellerin Edith Joan Lyttleton genannt werden kann. Für die Gestaltung und Illustrationen waren zeitweise Frances Hodgkins und Kennaway Henderson verantwortlich.
Die Macher des New Zealand Illustrated Magazine versuchten mit ihrem Produkt mit ähnlichen Zeitschriften, wie mit The Strand Magazine aus England oder mit The Bulletin aus Australien, auf dem neuseeländischen Markt zu konkurrieren. Doch die Leserschaft ließ sich nicht von der neuen Publikation überzeugen. So wurde das Magazin im September 1905 wieder eingestellt.